# بي بلان إنترتينمينت
بي بلان إنترتينمينت (بالإنجليزية: Plan B Entertainment)‏ هي شركة إنتاج أفلام أمريكية، تأسست في 2002، يقع مقرها في لوس أنجلوس، تم تأسيسها بواسطة براد بيت، وبراد غري، وجينيفر أنيستون.

## روابط خارجية
- بي بلان إنترتينمينت على موقع IMDb (الإنجليزية)